# Отношения Бразилии и Экваториальной Гвинеи
Отношения между Бразилией и Экваториальной Гвинеей касаются дипломатических отношений между Республикой Экваториальная Гвинея и Федеративной Республикой Бразилия, которые были начаты в 1974 году. У Бразилии есть посольство в Малабо, а у Экваториальной Гвинеи есть посольство в Бразилиа.
Обе страны имеют исторические связи с Португалией.